# Jan Václav Voříšek

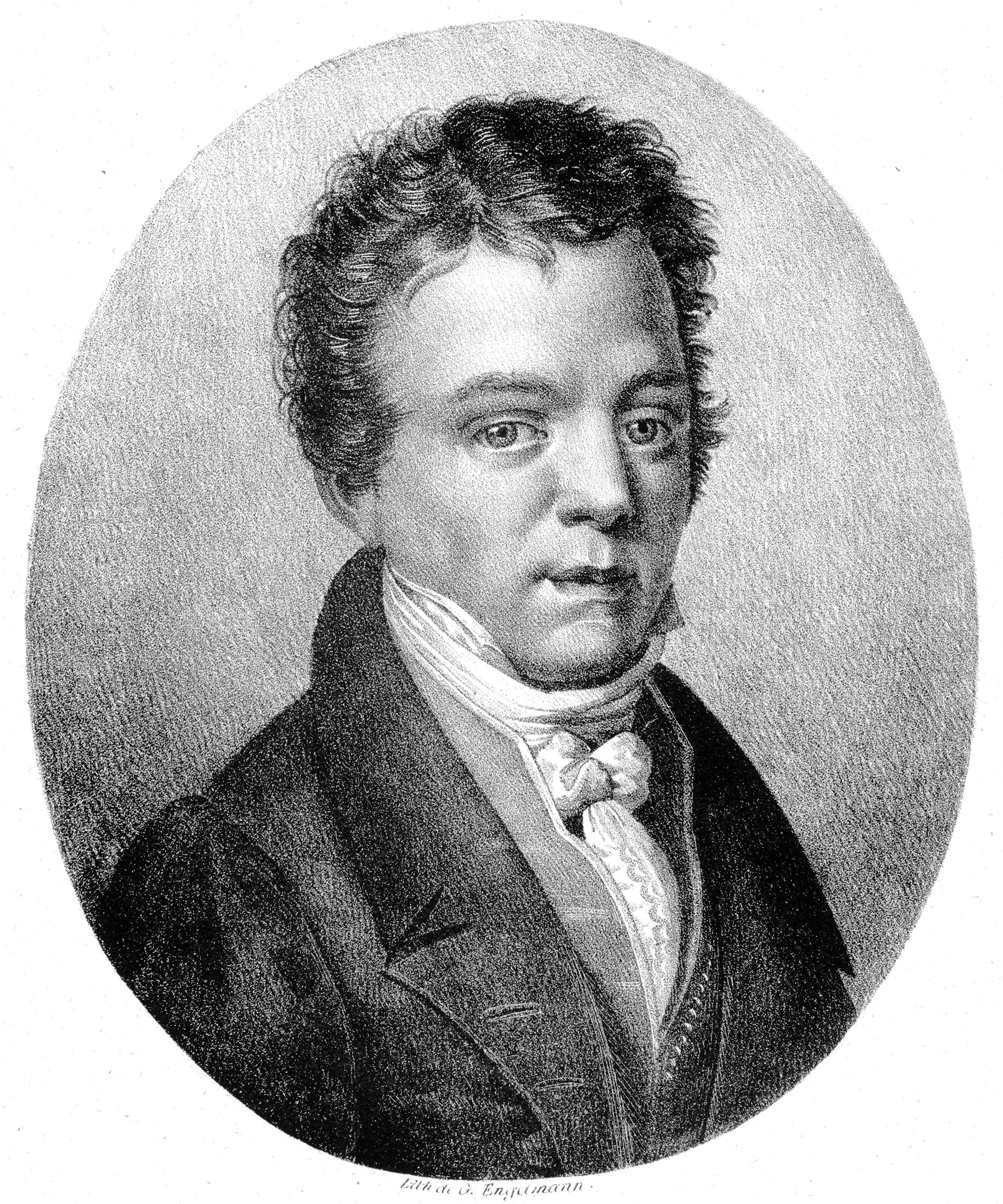
Jan Václav Voříšek, Lithographie von Godefroy Engelmann, um 1830

Jan Václav Voříšek (Johann Hugo Worzischek; * 11. Mai 1791 in Vamberk (Ostböhmen); † 19. November 1825 in Wien) war ein tschechischer Komponist, Pianist und Organist.

## Leben
Durch seinen Vater, der Lehrer, Chorleiter und Organist war, kam Jan Voříšek früh mit Musik in Berührung und erhielt von Kindheit an Klavierunterricht. Nach eigenen Angaben schrieb er erste Kompositionen bereits als Zehnjähriger. 1809 komponierte er seine erste größere Arbeit, ein Requiem (verschollen). Von 1810 bis 1813 studierte er an der Prager Universität. Im Jahr 1804 (möglicherweise bis 1805) war er kurzzeitig Schüler von Václav Jan Tomášek.
Im Alter von 22 Jahren zog Voříšek nach Wien, wo er Jura studierte und Klavierunterricht bei Johann Nepomuk Hummel in den Jahren 1813–1816 nahm. Er war so erfolgreich, dass ihm Hummel bei seiner Abreise nach Stuttgart alle seine Schüler übergab. In Wien wirkte Voříšek eifrig in verschiedenen Dilettantengesellschaften mit, die ein nicht wegzudenkendes Phänomen des Wiener Musiklebens der Zeit waren. (Man traf sich im Hause des Rechtsanwalts Johann Nepomuk Zizius, im Salon der bekannten Juristen- und Musikerfamilie Sonnleithner, im Hause Raphael Georg Kiesewetters zu ersten historischen Konzerten usw.). In der Gesellschaft der Musikfreunde wirkte Voříšek zunächst (1815) als Korrepetitor, später (1818) als zweiter und schließlich als erster Dirigent. All diese Aktivitäten machte er selbstverständlich – wie alle Mitglieder der Gesellschaft – unentgeltlich.
Am Anfang seines Wiener Aufenthalts lernte er Beethoven kennen, der sich bei einem Gespräch mit Tomášek in Wien 1814 über Voříšeks op. 1 (Rapsodies pour le Pianoforte) lobend äußerte. Der Freundeskreis Voříšeks war von dem Beethoven‘schen ganz verschieden und es gibt keinen Hinweis über engere Kontakte dieser beiden Künstler.
1821 beendete er sein Studium und nahm kurzzeitig (und wie üblich für ein Jahr kostenlos) einen Beamtenposten im Hofkriegsrat an, den ihm Raphael Georg Kiesewetter vermittelt hatte. 1823 wurde er schließlich zum Wiener Hoforganisten berufen, nachdem er in einem Probespiel unter anderen Simon Sechter, Ignaz Aßmayer, Joseph Drechsler und Ferdinand Schubert weit hinter sich gelassen hatte.
Am 19. November 1825 starb er an Lungenlähmung. Er wurde am 21. November 1825 auf dem Währinger Allgemeinen Friedhof (seit 1923 Währinger Park) beerdigt.

## Werke
- op. 1, Zwölf Rhapsodien für Klavier
- op. 2, Rondo für Violoncello und Klavier
- op. 3, Le Désir für Klavier
- op. 4, Le Plaisir für Klavier
- op. 5, Sonate G-Dur für Violine und Klavier
- op. 6, Variations brillantes C-Dur über das französische Lied „La sentinelle“ für Klavier und Orchester
- op. 7, Sechs Impromptus für Klavier
- op. 8, Rondo für Violine und Klavier
- op. 9, Variationen für Violoncello und Klavier
- op. 10, Drei Lieder (Die Abschiedsträne, Eintritt ins Jünglingsalter, Das arme Röschen) für Gesang und Klavier
- op. 11, Rondo für Streichquartett
- op. 12, Fantaisie für Klavier
- op. 13, Gott im Frühlinge für Sopran, Alt, Tenor und Bass
- op. 14, Variations de bravour für Klavier und Orchester
- op. 15, Liebe für Gesang und Klavier
- op. 16, Grande Ouverture c-Moll für zwei Klaviere
- op. 17, Rondeau espagnol d-Moll für Klavier und Orchester
- op. 18, Rondeau brillant für Klavier und Orchester
- op. 19, Variationen B-Dur für Klavier
- op. 20, Sonata quasi una fantasia in h-Moll für Klavier
- op. 21, Drei Lieder (An Sie, Der Frühlingsregen, Das Täubchen) für Gesang und Klavier
- op. 22, Tripelrondo für Violine, Klavier und Violoncello mit obligater Begleitung des Orchesters
- op. 23, Sinfonie D-Dur (1821)
- op. 24, Missa solemnis in B-Dur
- op. 25, Grand Rondo Concertante für Violine, Cello, Klavier und Orchester

Handschriftlich sind kirchenmusikalische Werke überliefert.